# Betty Bird
Betty Bird (18 de junio de 1901, Viena – 4 de marzo de 1998, Roma) fue una actriz de cine austríaca, reconocida por su actuación en las películas Die spanische Fliege (1931), Corazones sin rumbo (1928) y Sturm auf drei Herzen (1930). Estuvo casada con el director de cine Gustav Ucicky.

## Filmografía seleccionada
- Restless Hearts (1928)
- Der Herzensphotograph (1928)
- Der Ladenprinz (1928)
- Behind Monastery Walls (1928)
- The Hound of the Baskervilles (1929)
- The Green Monocle (1929)
- Taxi at Midnight (1929)
- Lady in the Spa (1929)
- The Fourth from the Right (1929)
- The Hero of Every Girl's Dream (1929)
- Waterloo (1929)
- Darling of the Gods (1930)
- A Student's Song of Heidelberg (1930)
- Grock (1931)
- The Spanish Fly (1931)
- The Opera Ball (1931)
- Grandstand for General Staff (1932)
- The Escape to Nice (1932)
- Salon Dora Green (1933)
- The Emperor's Waltz (1933)
- Held einer Nacht (1935)